# El ciudadano Simón
El ciudadano Simón es una zarzuela de Manuel Manrique de Lara con libreto de Eduardo Lustonó y Antonio Palomero. Se estrenó el 6 de diciembre de 1900.

## Personajes
| Personaje   | Tesitura | Reparto del estreno |
| ----------- | -------- | ------------------- |
| Magdalena   |          |                     |
| Enriqueta   | soprano  |                     |
| Luciano     | soprano  |                     |
| Virginia    |          |                     |
| Simón       |          |                     |
| Pedro       |          |                     |
| El Conde    |          |                     |
| Lubersac    |          |                     |
| Diógenes    |          |                     |
| Un Sargento |          |                     |
| Coro mixto  |          |                     |